# ルドヴィーコ2世・ゴンザーガ
ルドヴィーコ2世・ゴンザーガ （Ludovico II Gonzaga, 1333年頃 - 1382年）は、マントヴァの僭主（シニョーレ）である。ルイージ (Luigi)とも呼ばれる。

## 生涯
グイードとベアトリーチェ・ディ・バールとの息子で、1369年からマントヴァのカピターノ・デル・ポポロとなった。
弟のフランチェスコと兄のウゴリーノの共謀による父の暗殺後、彼らも殺され唯一の男子として残ったルドヴィーコは、ミラノとの友好をはかる慎重な政治を続けつつ父の統治を受け継いだ。
1356年にはフェラーラ侯オビッツォ3世の娘アルダ・デステ（Alda d'Este）と結婚し、1男1女を得た。娘イザベッラはリミニ領主カルロ・マラテスタと結婚した。
ルドヴィーコが死ぬと、息子のフランチェスコ1世が跡を継いだ。